# Малий Харсеной
Малий Харсеной (рос. Малый Харсеной) — село у Шатойському районі Чечні Російської Федерації.
Населення становить 27 осіб. Входить до складу муніципального утворення Харсенойське сільське поселення.

## Історія
Згідно із законом від 20 лютого 2009 року органом місцевого самоврядування є Харсенойське сільське поселення.

## Населення
| 2002 | 2010 |
| ---- | ---- |
| 0    | ↗27  |